# Ренате Штехер
Ренате Штехер (нім. Renate Stecher; до шлюбу Майснер (нім. Meißner); нар. 12 травня 1950) — німецька легкоатлетка, яка спеціалізувалася в бігу на короткі дистанції.

## Досягнення
Олімпійська чемпіонка-1972 з бігу на 100 та 200 метрів та володарка срібної медалі Ігор-1972 в естафетному бігу 4×100 метрів.
У 1976, на наступних Іграх у Монреалі, здобула три олімпійські медалі різного гатунку: золоту — в естафеті 4×100 метрів, срібну — в бігу на 100 метрів та бронзову — в бігу на 200 метрів.
Володарка 13 медалей (з них — 8 золотих) континентальних першостей Європи з легкої атлетики.
Екс-рекордсменка світу з бігу на 100 та 200 метрів, а також в естафетах 4×100 та 4×200 метрів (загалом в активі спортсменки 14 ратифікованих світових рекордів).
Перша спортсменка в історії, яка на «стометрівці» вибігла з 11 секунд за ручним хронометражем (10,9).

## Основні міжнародні виступи
| Рік  | Змагання                      | Місто     | Місце            | Дисципліна | Примітки         |
| ---- | ----------------------------- | --------- | ---------------- | ---------- | ---------------- |
| 1967 | Європейські ігри в приміщенні | Прага     | 3                | 4×100 м    |                  |
| 1969 | Чемпіонат Європи              | Афіни     | 2                | 200 м      |                  |
| 1969 | 1                             | 4×100 м   |                  |            |                  |
| 1970 | Чемпіонат Європи в приміщенні | Відень    | 1                | 60 м       |                  |
| 1970 | Кубок Європи                  | Будапешт  | 2                | 100 м      |                  |
| 1970 | 1                             | 200 м     |                  |            |                  |
| 1970 | 1                             | 4×100 м   |                  |            |                  |
| 1970 | Універсіада                   | Турин     | 1                | 100 м      |                  |
| 1970 | 1                             | 200 м     |                  |            |                  |
| 1971 | Чемпіонат Європи в приміщенні | Софія     | 1                | 60 м       |                  |
| 1971 | Чемпіонат Європи              | Гельсінкі | 1                | 100 м      | Відео на YouTube |
| 1971 | 1                             | 200 м     |                  |            |                  |
| 1971 | 2                             | 4×100 м   |                  |            |                  |
| 1972 | Чемпіонат Європи в приміщенні | Гренобль  | 1                | 50 м       |                  |
| 1972 | Олімпійські ігри              | Мюнхен    | 1                | 100 м      | Відео на YouTube |
| 1972 | 1                             | 200 м     | Відео на YouTube |            |                  |
| 1972 | 2                             | 4×100 м   | Відео на YouTube |            |                  |
| 1973 | Кубок Європи                  | Единбург  | 1                | 100 м      |                  |
| 1973 | 1                             | 200 м     |                  |            |                  |
| 1973 | 1                             | 4×100 м   |                  |            |                  |
| 1974 | Чемпіонат Європи в приміщенні | Гетеборг  | 1                | 60 м       |                  |
| 1974 | Чемпіонат Європи              | Рим       | 2                | 100 м      |                  |
| 1974 | 2                             | 200 м     |                  |            |                  |
| 1974 | 1                             | 4×100 м   |                  |            |                  |
| 1975 | Кубок Європи                  | Ніцца     | 1                | 100 м      |                  |
| 1975 | 1                             | 200 м     |                  |            |                  |
| 1975 | 1                             | 4×100 м   |                  |            |                  |
| 1976 | Олімпійські ігри              | Монреаль  | 2                | 100 м      | Відео на YouTube |
| 1976 | 3                             | 200 м     | Відео на YouTube |            |                  |
| 1976 | 1                             | 4×100 м   | Відео на YouTube |            |                  |